# Élections législatives de 2007 dans le Cantal
Les élections législatives françaises de 2007 se déroulent les 10 et 17 juin 2007. Dans le département dans le Cantal, deux députés sont à élire dans le cadre de deux circonscriptions.

## Élus
| Circonscription | Député sortant | Parti | Parti | Député élu ou réélu | Parti | Parti |
| --------------- | -------------- | ----- | ----- | ------------------- | ----- | ----- |
| 1re             | Yves Coussain  |       | UMP   | Vincent Descœur     |       | UMP   |
| 2e              | Alain Marleix  |       | UMP   | Alain Marleix       |       | UMP   |

## Résultats

### Analyse
Les équilibres sont maintenus dans le Cantal, où la droite maintient les deux circonscriptions du département.

### Résultats à l'échelle du département
| Parti                                      | Parti                             | Premier tour | Premier tour | Second tour | Second tour | Sièges |
| Parti                                      | Parti                             | Voix         | %            | Voix        | %           | Sièges |
| ------------------------------------------ | --------------------------------- | ------------ | ------------ | ----------- | ----------- | ------ |
|                                            | Union pour un mouvement populaire | 41 473       | 53,61        | 22 584      | 55,96       | 2      |
|                                            | Divers droite                     | 4 205        | 5,44         |             |             | 0      |
|                                            | Mouvement pour la France          | 217          | 0,28         | 0           |             |        |
|                                            | Majorité présidentielle           | 45 895       | 59,33        | 22 584      | 55,96       | 2      |
|                                            |                                   |              |              |             |             |        |
|                                            | Parti socialiste                  | 17 276       | 22,33        | 17 774      | 44,04       | 0      |
|                                            | Mouvement républicain et citoyen  | 3 578        | 4,63         |             |             | 0      |
|                                            | Parti communiste français         | 2 041        | 2,64         | 0           |             |        |
|                                            | Les Verts                         | 1 879        | 2,43         | 0           |             |        |
|                                            | Gauche parlementaire              | 24 774       | 32,02        | 17 774      | 44,04       | 0      |
|                                            |                                   |              |              |             |             |        |
|                                            | UDF–Mouvement démocrate           | 3 783        | 4,89         |             |             | 0      |
|                                            | Front national                    | 539          | 0,69         | 0           |             |        |
|                                            | Ligue communiste révolutionnaire  | 764          | 0,99         | 0           |             |        |
|                                            | Lutte ouvrière                    | 664          | 0,86         | 0           |             |        |
|                                            | Extrême gauche dont PT            | 206          | 0,27         | 0           |             |        |
|                                            | Divers écologiste dont MÉI        | 525          | 0,68         | 0           |             |        |
|                                            | Divers                            | 205          | 0,26         | 0           |             |        |
|                                            |                                   |              |              |             |             |        |
| Inscrits                                   | Inscrits                          | 123 465      | 100,00       | 64 764      | 100,00      | 2      |
| Abstentions                                | Abstentions                       | 44 468       | 36,02        | 23 159      | 35,76       |        |
| Votants                                    | Votants                           | 78 997       | 63,98        | 41 605      | 64,24       |        |
| Blancs et nuls                             | Blancs et nuls                    | 1 642        | 2,08         | 1 247       | 3           |        |
| Exprimés                                   | Exprimés                          | 77 355       | 97,92        | 40 358      | 97          |        |
| Source : Ministère de l'Intérieur - Cantal |                                   |              |              |             |             |        |

### Résultats par circonscription

#### Première circonscription (Aurillac)
| Candidat       | Candidat            | Parti          | Premier tour | Premier tour | Second tour | Second tour |  |
| Candidat       | Candidat            | Parti          | Voix         | %            | Voix        | %           |  |
| -------------- | ------------------- | -------------- | ------------ | ------------ | ----------- | ----------- |  |
|                | Vincent Descœur élu | UMP            | 18 035       | 44,45        | 22 584      | 55,96       |  |
|                | Jacques Markarian   | PS             | 11 872       | 29,26        | 17 774      | 44,04       |  |
|                | François Vermande   | Divers droite  | 4 205        | 10,36        |             |             |  |
|                | Christiane Missegue | UDF–MoDem      | 1 917        | 4,72         |             |             |  |
|                | Patrick Perrier     | PCF            | 1 439        | 3,55         |             |             |  |
|                | Vincent Bessat      | Les Verts      | 1 166        | 2,87         |             |             |  |
|                | Véronique Bamas     | LCR            | 764          | 1,88         |             |             |  |
|                | Thierry Krzeminski  | FN             | 539          | 1,33         |             |             |  |
|                | Remy Dauvillier     | LO             | 257          | 0,63         |             |             |  |
|                | Yolande Trouillet   | MPF            | 217          | 0,53         |             |             |  |
|                | François Bre        | Divers         | 109          | 0,27         |             |             |  |
|                |                     |                |              |              |             |             |  |
| Inscrits       | Inscrits            | Inscrits       | 64 765       | 100,00       | 64 764      | 100,00      |  |
| Abstentions    | Abstentions         | Abstentions    | 23 380       | 36,1         | 23 159      | 35,76       |  |
| Votants        | Votants             | Votants        | 41 385       | 63,9         | 41 605      | 64,24       |  |
| Blancs et nuls | Blancs et nuls      | Blancs et nuls | 812          | 1,96         | 1 247       | 3           |  |
| Exprimés       | Exprimés            | Exprimés       | 40 573       | 98,04        | 40 358      | 97          |  |

#### Deuxième circonscription (Saint-Flour - Mauriac)
|                | Alain Marleix sortant réélu | UMP            | 23 438 | 63,72  |  |  |  |
|                | Marie-Thérèse Salles        | PS             | 5 404  | 14,69  |  |  |  |
|                | Marc Petitjean              | MRC            | 3 578  | 9,73   |  |  |  |
|                | Jean-Pierre Lagane          | UDF–MoDem      | 1 866  | 5,07   |  |  |  |
|                | Dominique Dumazel           | Les Verts      | 713    | 1,94   |  |  |  |
|                | Liliane Fuchey              | PCF            | 602    | 1,64   |  |  |  |
|                | Michel Fabre                | MÉI            | 525    | 1,43   |  |  |  |
|                | Muriel Monchal              | LO             | 407    | 1,11   |  |  |  |
|                | Jocelyne Vasseur-Delmas     | PT             | 206    | 0,56   |  |  |  |
|                | Pierre Morin                | Divers         | 43     | 0,12   |  |  |  |
|                | Odile Jalenques             | MPF            | 0      | 0      |  |  |  |
|                |                             |                |        |        |  |  |  |
| Inscrits       | Inscrits                    | Inscrits       | 58 700 | 100,00 |  |  |  |
| Abstentions    | Abstentions                 | Abstentions    | 21 088 | 35,93  |  |  |  |
| Votants        | Votants                     | Votants        | 37 612 | 64,07  |  |  |  |
| Blancs et nuls | Blancs et nuls              | Blancs et nuls | 830    | 2,21   |  |  |  |
| Exprimés       | Exprimés                    | Exprimés       | 36 782 | 97,79  |  |  |  |